# Condado de Yellowhead
El condado de Yellowhead es un distrito municipal canadiense situado en la provincia de Alberta.

## Superficie
Yellowhead tiene una superficie de 22 238,56 km².

## Demografía
En 2021, tenía 10 426 habitantes, una densidad poblacional de 0,5 hab./km², y 4859 viviendas.